# Білецький Степан Петрович
Степан Петрович Білецький (1873, Чернігів, Російська імперія — 5 вересня 1918, Москва, Російська СФРР) — російський державний діяч, сенатор.

## Біографія
Із міщан, православний. У 1894 році закінчив юридичний факультет Київського університету та вступив на службу до канцелярії київського генерал-губернатора.
29 листопада 1899 року призначений управителем канцелярії ковенського губернатора. Одночасно перебував виконувачем обов'язки правителя справ ковенської комісії народної освіти та діловодом губернського піклування про народну тверезість. У 1904 році перейшов до канцелярії віленського, ковенського, гродненського генерал-губернатора. Став одним із членів-засновників та членом ради Віленського відділу Російських зборів . Крім того, був почесним мировим суддею Віленського повіту та довічним почесним членом Свято-Духівського Віленського православного братства.
10 лютого 1907 року призначений самарським віце-губернатором. 31 липня 1909 року, на запрошення Петра Столипіна, що високо оцінював ділові якості Білецького, призначений на посаду віце-директора Департаменту поліції, що здійснював діловодство, завідував законодавчою частиною, брав участь у підготовці реформи поліції та паспортного статуту.
У 1912 році був призначений директором Департаменту поліції та проведений у дійсні статські радники. Мав відношення до Ленського розстрілу.
28 січня 1914 року обраний сенатори, з уведенням до складу таємних радників, і визначений до присутності в 1-му департаменті Сенату. З вересня 1915 року до лютого 1916 року був товаришем (заступником) міністра внутрішніх справ. Протягом цього часу начальник Білецького, Міністр внутрішніх справ Олексій Хвостов доручив йому організувати вбивство Распутіна. У лютому 1916 році звільнений з посади і призначений іркутським генерал-губернатором. Після розслідування скандалу з убивством його залишено в Петрограді і призначено сенатором.
У 1917 році в ході Лютневої революції було заарештовано. З 3 березня по 25 листопада утримувався у в'язниці Трубецького бастіону і надавав свідчення Надзвичайній слідчій комісії Тимчасового уряду. У свідченнях Надзвичайної слідчої комісії Тимчасового уряду після свого арешту в березні 1917 року він розповів, зокрема, про приналежність до масонства Сергія Вітте, Петра Столипіна та митрополита Антонія (Вадковського).
У 1918 році був заарештований як заручник, перевезений до Москви і, на самому початку Червоного терору, 5 вересня 1918 року після замаху на Леніна, публічно, на території Петровського парку, страчений у позасудовому порядку, разом з іншими державними діячами Російської імперії. Разом з ним у цій партії ув'язнених (всього до 80-ти осіб) було розстріляно колишніх міністрів внутрішніх справ Миколу Маклакова та Олексія Хвостова, колишнього міністра юстиції Івана Щегловітова — останнього голову Державної Ради, протоієрея Іоанна Восторгова, єпископа Єфрема (Кузнєцова) та ін. Як згадував очевидець розстрілу, С. Кобяков:

За кілька хвилин до розстрілу Білецький кинувся тікати, але приклади китайців увігнали його в смертне коло. Після розстрілу всі страчені були пограбовані.
Дружина: Ольга Костянтинівна Дуроп. Діти: Костянтин, Володимир, Наталя, Ірина.
Після загибелі Степана Білецького його дружина побувала на прийомі у Максима Горького і з його допомогою отримала перепустку для від'їзду сім'ї з Петербурга до П'ятигорська, де на її ім'я чоловіком була куплена дача. Незабаром родина переїхала до Києва. Син Володимир (майбутній письменник В. С. Желєзняк-Белецький; 1904—1984) був залишений у Москві у родичів для навчання.

## У спогадах сучасників
Протопресвітер Георгій Шавельський:
Розжирілий, з одутлим посинілим обличчям, запливли очима і сиплим голосом, він у 1915 році справляв враження людини, що морально опустилася, спилася. Але для Царського Села близькість відомого обличчя до Распутіна була ширмою, щоб приховати будь-які недоліки і гидоти. Простіше кажучи, у близької до «старця» людини їх не помічали.

## Нагороди
- Орден Святої Анни 2-го ст. (1903);
- Орден Святого Володимира 4 ст. (1905);
- Орден Святого Станіслава 1 ст. (1913).